# بخش کوتانگ
بخش کوتانگ (به لاتین: Khotang District) یک بخش در نپال است که در استان شماره ۱ واقع شده‌است. بخش کوتانگ ۱٬۵۹۱ کیلومتر مربع مساحت و ۲۰۶٬۳۱۲ نفر جمعیت دارد.